# Kenocymbium
Kenocymbium là một chi nhện trong họ Linyphiidae.